# Maurizio Lama
Maurizio Lama (Roma, 18 settembre 1937 – Busalla, 18 marzo 1968) è stato un pianista e compositore italiano.
Dopo aver iniziato a suonare jazz in stile tradizionale in varie band romane , alla fine degli anni cinquanta si trasferì a Torino dove trovò un ambiente congeniale per formarsi in uno stile più innovativo nel panorama jazzistico italiano di quel periodo.
Collaborò quindi con l'argentino Gato Barbieri e con Steve Lacy, in seguito lavorò freneticamente sia come compositore per spot pubblicitari sia come tecnico del suono e come sideman.
Collaborò con alcuni dei più importanti esponenti del jazz italiano , quali Enrico Rava, Aldo Romano, Giorgio Azzolini e altri.
La sua carriera venne interrotta nel suo periodo più creativo (stava completando un album a suo nome, uscito postumo con il titolo "la musica di Maurizio Lama") da un mortale incidente stradale a soli 30 anni.